# Locomotiva DR E 94
Le locomotive E 94 della Deutsche Reichsbahn erano una serie di locomotive elettriche di rodiggio Co' Co', progettate per il traino di convogli merci su linee acclivi.
Per la loro forma caratterizzata da grandi avancorpi, che ricordava le locomotive svizzere Ce 6/8II "Coccodrillo", furono sopranniminate "coccodrilli tedeschi" (Deutsches Krokodil).

## Storia

### Origine
Le locomotive E 94 furono progettate nel 1940 per il traino di convogli merci su linee acclivi, come la Filstalbahn, la Frankenwaldbahn, la linea dell'Arlberg e la linea dei Tauri. Costituivano l'evoluzione del gruppo E 93, costruito pochi anni prima. Fino al 1945 vennero costruite 146 unità numerate da 001 a 136, 145, e da 151 a 159.
Al termine della seconda guerra mondiale solo alcune unità restarono alla Reichsbahn: altre andarono alla Deutsche Bundesbahn, fondata nel territorio della RFT, ed altre ancora alle ÖBB austriache.

### Unità rimaste alla DR dopo il 1945
Nel 1945 erano rimaste sulla rete della Reichsbahn (ridotta al territorio della RDT) solo 30 unità, peraltro inutilizzabili per la distruzione degli impianti elettrici delle linee.
Nel marzo 1946 25 unità vennero trasferite in Unione Sovietica come riparazioni di guerra, dove dopo la modifica dello scartamento vennero utilizzate sulle linee della regione di Perm'. Queste unità furono restituite alla DR nel 1953.
Fra il 1956 e il 1960 quattro unità vennero vendute alla Deutsche Bundesbahn, aggiungendosi all'unità venduta nel 1948. Le macchine rimaste nella RDT furono utilizzate sulle linee della Sassonia fino all'inizio degli anni novanta.
Nel 1970, con l'introduzione del nuovo sistema di classificazione delle locomotive, vennero rinumerate nel gruppo 254. Nella RDT le macchine erano conosciute con il soprannome di Eisenschwein ("maiale d'acciaio").

### Unità passate alla DB
Alla fondazione della Deutsche Bundesbahn (1949) erano presenti nella rete 79 unità, a cui si aggiunsero dal 1954 al 1956 41 unità fatte costruire ex novo, e ulteriori 4 acquistate dalla Deutsche Reichsbahn. In totale vi erano pertanto 124 macchine, che vennero utilizzate sulle linee del sud al traino di convogli merci, e come rinforzo sulle tratte più acclivi.
Nel 1968, con l'introduzione del nuovo sistema di classificazione, le E 94 furono rinumerate nel gruppo 194.
Nel 1970 25 unità furono riqualificate, rendendole più veloci e potenti; ottennero i numeri della serie 500, divenendo così note come 194.5. Le ultime unità furono ritirate nel 1988.
Però alcune di queste locomotive furono acquistate da ditte private di trasporti ferroviari merci, e sono ancora in circolazione in diverse zone della Germania, ridipinte in varie livree.

### Unità passate alle ÖBB

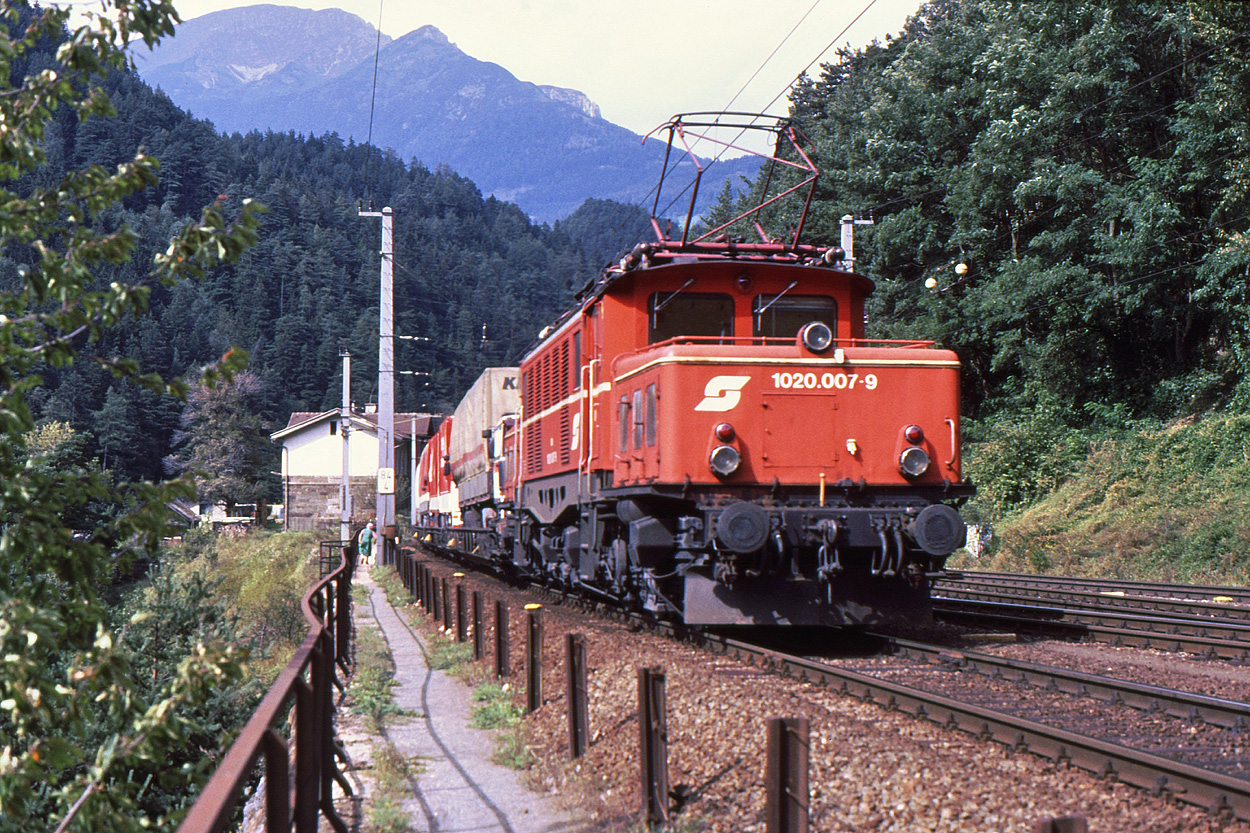
Locomotiva 1020.007 al traino di un treno merci sulla ferrovia del Brennero, presso Patsch nel 1991

Nel 1945 erano presenti nel territorio austriaco 44 unità, a cui si aggiunsero nel 1952 ulteriori 3 unità, fatte costruire ex novo dalle ÖBB. Nel 1954 le macchine vennero riclassificate nel gruppo 1020.
Le 1020 vennero utilizzate su tutte le linee acclivi della rete, soprattutto nei tratti austriaci della Ferrovia dei Tauri, del Brennero e della San Candido-Klagenfurt; a partire dal 1967 i 3 vetri frontali originari delle cabine di guida vennero sostituiti da 2 vetri più grandi per migliorare la visuale dalla cabina (vedi foto), oltre a questa modifica le locomotive vennero potenziate e verniciate con la livrea "arancia rossa" (Blutorange), in luogo dell'originario "verde abete" (Tannengrün), anche se alcune 1020 rimasero verniciate con questa livrea.
Vennero ritirate dal servizio dalle ÖBB nel 1995.
Poco dopo l'uscita dal servizio, una società ferroviaria austriaca, la MWB (Mittelweser Bahn), comprò alcune unita dalle ÖBB che utilizzò fino al 2011 per il trasporto delle merci in Carinzia e Tirolo, quindi vendute alla SLB (Salzburger Lokalbahn) utilizzate ancora oggi.